# Ревердита-Ламберта (Савона)
Ревердита-Ламберта је насеље у Италији у округу Савона, региону Лигурија.
Према процени из 2011. у насељу је живело 161 становника. Насеље се налази на надморској висини од 393 м.